# Bedrohte Tierarten
Bedrohte Tierarten ist eine Sonderpostwertzeichen-Serie der Bundesrepublik Deutschland, die in lockerer Folge seit 1999 erscheint. Die bisher letzte Sondermarke erschien 2004.

## Liste der Ausgaben und Motive
Legende
- Bild: Eine bearbeitete Abbildung der genannten Marke. Das Verhältnis der Größe der Briefmarken zueinander ist in diesem Artikel annähernd maßstabsgerecht dargestellt. Sollten keine Marken abgebildet sein, liegt es daran, dass das Urheberrecht des Künstlers noch nicht erloschen ist.
- Beschreibung: Eine Kurzbeschreibung des Motivs und/oder des Ausgabegrundes. Bei ausgegebenen Serien oder Blocks werden die zusammengehörigen Beschreibungen mit einer Markierung versehen eingerückt.
- Wert: Der Frankaturwert der einzelnen Marke in der im Tabellenkopf genannten Währungseinheit. Ein „+“ bedeutet, dass es sich um eine Zuschlagsmarke handelt (= Frankaturwert + Spende).
- Ausgabedatum: Das Datum des erstmaligen Verkaufs dieser Briefmarke.
- Auflage: Soweit bekannt, wird hier die zum Verkauf angebotene Anzahl dieser Ausgabe angegeben.
- Entwurf: Soweit bekannt, wird hier angegeben, von wem der Entwurf dieser Marke stammt.
- Mi.-Nr.: Diese Briefmarke wird im Michel-Katalog unter der entsprechenden Nummer gelistet.

| Sondermarken (in DM) |                              |                  |                  |            |             |         |
| Bild                 | Beschreibung                 | Werte in Pfennig | Ausgabe- datum   | Auflage    | Entwurf     | Mi.-Nr. |
|                      | Folge I - Große Hufeisennase | 100              | 4. November 1999 | 53.700.000 | Hilmar Zill | 2086    |

| Sondermarken (Doppelnominale) |                                                            |                       |                |            |              |            |
| Bild                          | Beschreibung                                               | Werte in Pfennig/Euro | Ausgabe- datum | Auflage    | Entwurf      | Mi.-Nr.    |
|                               | Folge II - Berggorilla                                     | 110 0,56 €            | 10. Mai 2001   | 30.000.000 | Günter Jacki | 2182       |
|                               | - Indisches Panzernashorn                                  | 110 0,56 €            | 10. Mai 2001   | 30.000.000 | Günter Jacki | 2183       |
|                               | Folge III - Berggorilla                                    | 110 0,56 €            | 12. Juli 2001  | 29.692.500 | Günter Jacki | 2204       |
|                               | - Indisches Panzernashorn selbstklebend aus Markenheftchen | 110 0,56 €            | 12. Juli 2001  | 29.692.500 | Günter Jacki | 2205 MH 44 |

| Sondermarken (in Euro) |                                                                   |                   |                |            |                                  |         |
| Bild                   | Beschreibung                                                      | Werte in Eurocent | Ausgabe- datum | Auflage    | Entwurf                          | Mi.-Nr. |
|                        | Folge IV - Bauchige Windelschnecke                                | 51                | 6. Juni 2002   | 50.000.000 | Günter Jacki                     | 2265    |
|                        | - Flussperlmuschel Parallelausgabe mit der Tschechischen Republik | 56                | 6. Juni 2002   | 30.100.000 | Günter Jacki                     | 2266    |
|                        | Folge V - Weißstörche                                             | 55                | 7. April 2004  | 26.500.000 | Peter Steiner und Regina Steiner | 2393    |